# 露珠草属
露珠草属（学名：Circaea）是柳叶菜科下的一个属，为草本植物。该属共有约25种，分布于北温带。